# Menhire von Trimen

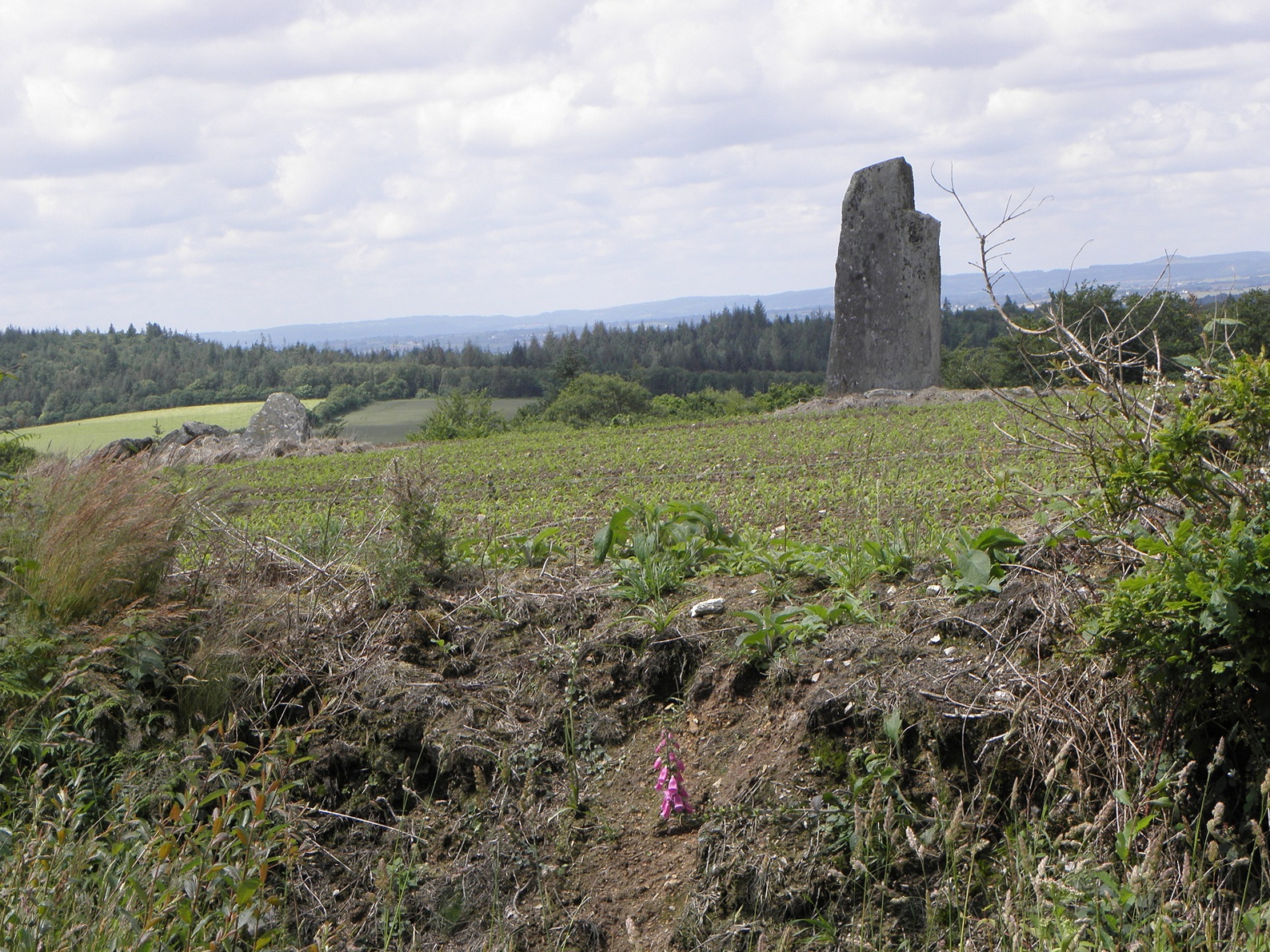
Menhire von Trimen

Die einstige Steinreihe Menhire von Trimen (französisch Menhirs de Tri-Men bzw. de Tri Men) liegt in einem Feld südlich von Saint-Goazec im Département Finistère in der Bretagne in Frankreich. Trimen bedeutet drei Steine. Sie wurden 1914 als Monument historique eingestuft.
Hier standen einst zehn Menhire aus dem Neolithikum, von denen sieben umgestürzt wurden und im Jahr 1901 drei noch standen. Heute befinden sich hier drei Menhire, von denen zwei liegen. Der aufrechte Menhir, dem eine obere Ecke fehlt, ist etwa 3,0 m hoch. 